# Ото Монсен
Ото Монсен (норв. Otto Monsen; Хамар, 18. август 1887 — Скедсмо, 14. децембар 1979) бивши је норвешки атлетичар, који се такмичио у скоку увис.
Монсен је учествовао на Олимпијским играма 1908. у Лондону и 1912. у Стокхолму. Оба пута се такмичио у скоку увис. У Лондону 1908. остао је вез пласмана, јер је 3 пута обарао летвицу приликом првог скока. У Стокхолму 1912. је био бољи, али његов најбољи скок од 1,75 м, није био довољан за пласман у финале. Завршио је на 13. месту.